# Pachydiplax longipennis
Pachydiplax longipennis là một loài chuồn chuồn ngô trong họ Libellulidae. Chúng phân bố chủ yếu ở Hoa Kỳ.

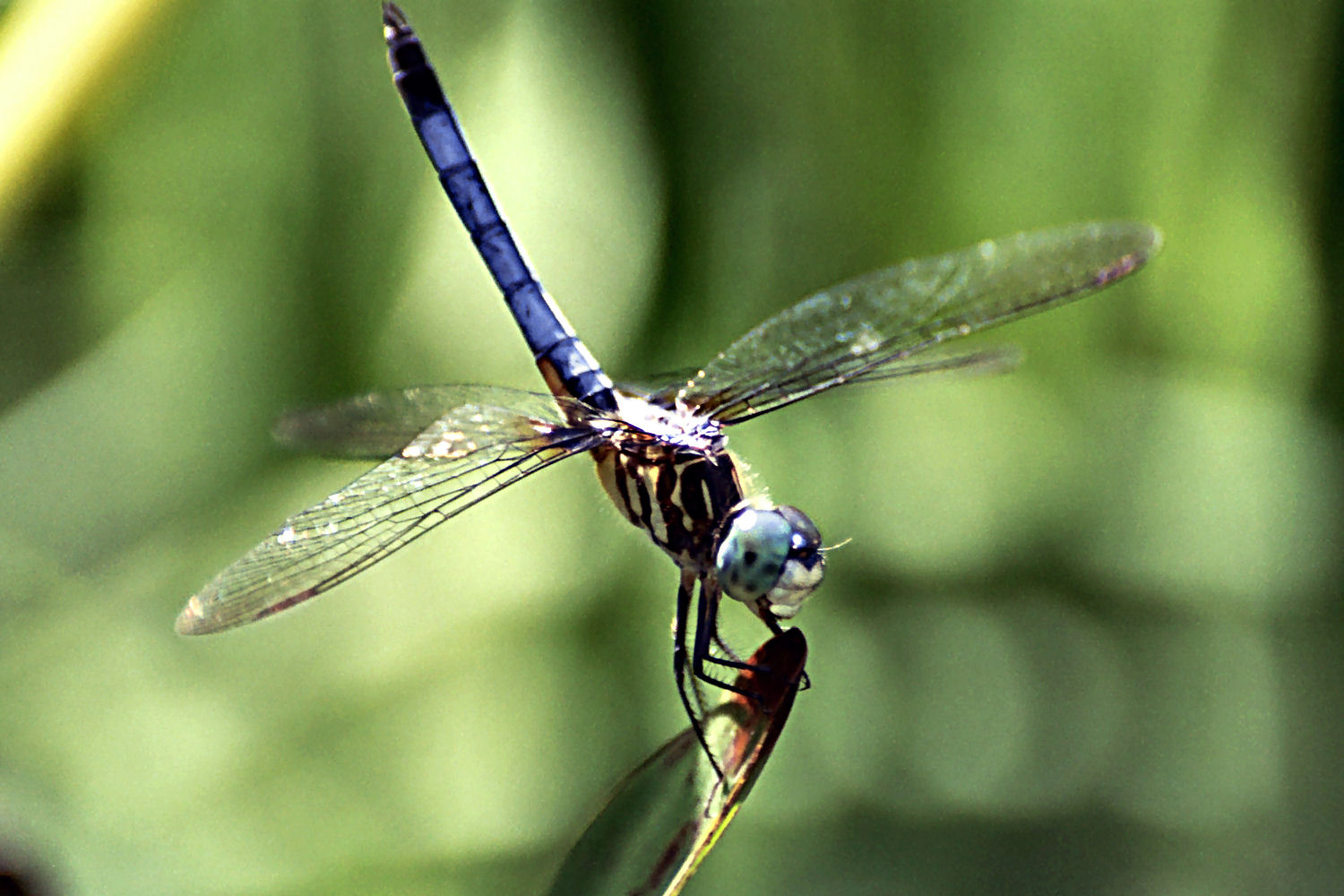
This male's raised abdomen may be a threat display or a response to heat (the obelisk posture).

## Hình ảnh

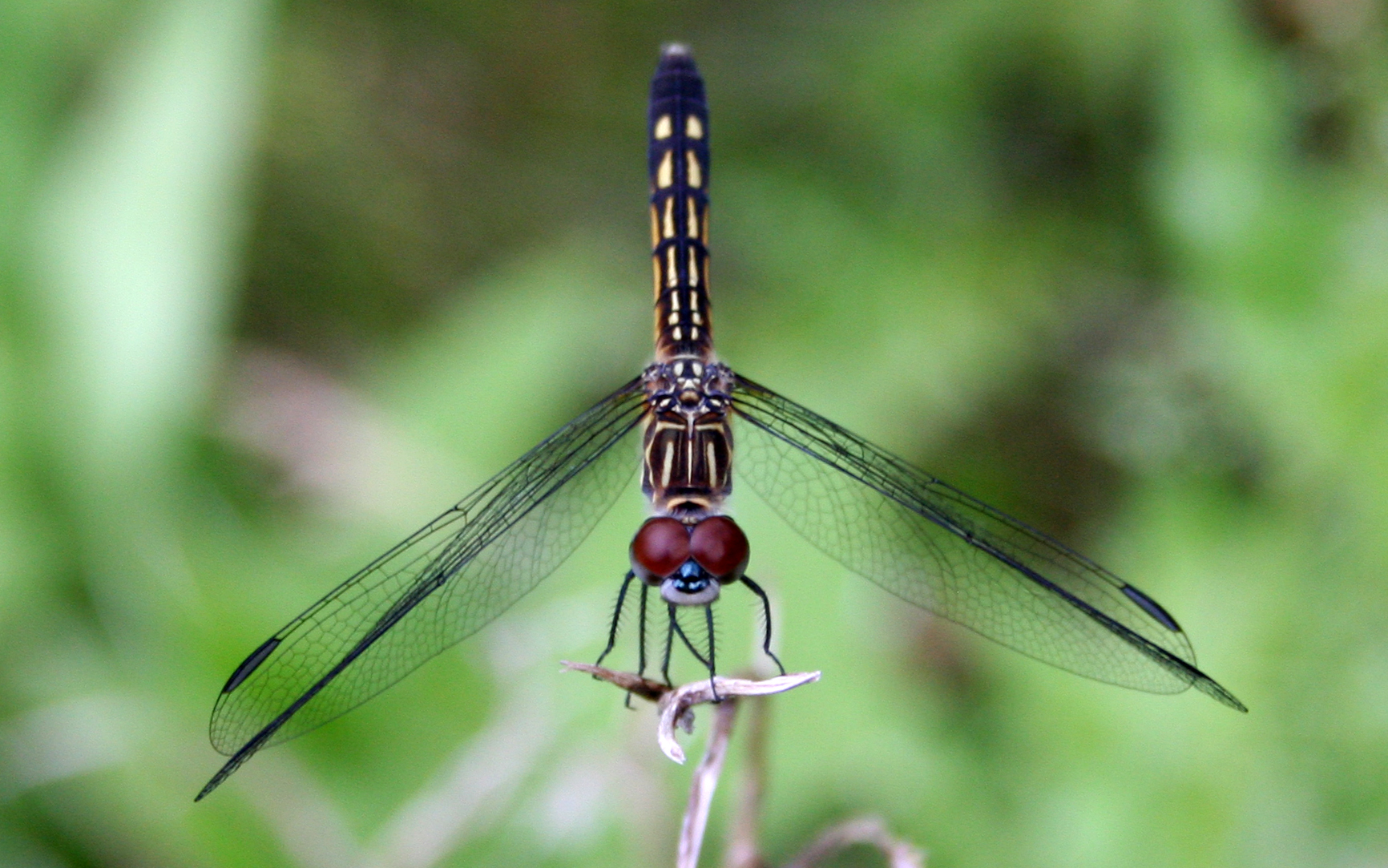
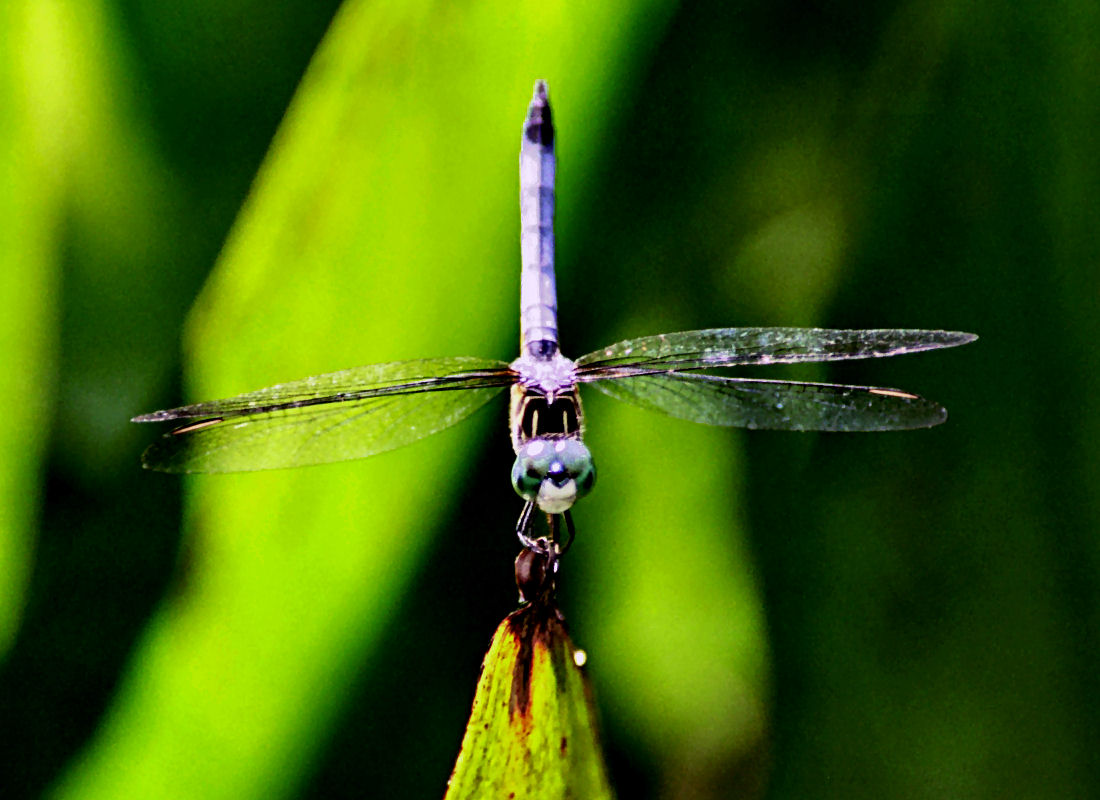
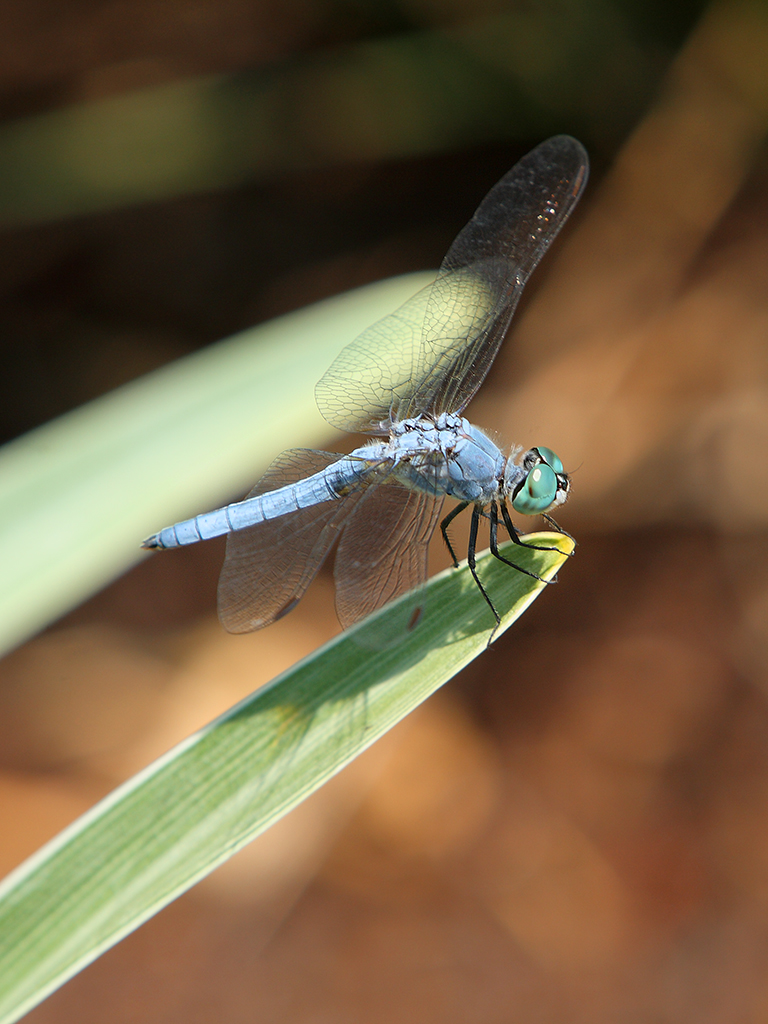
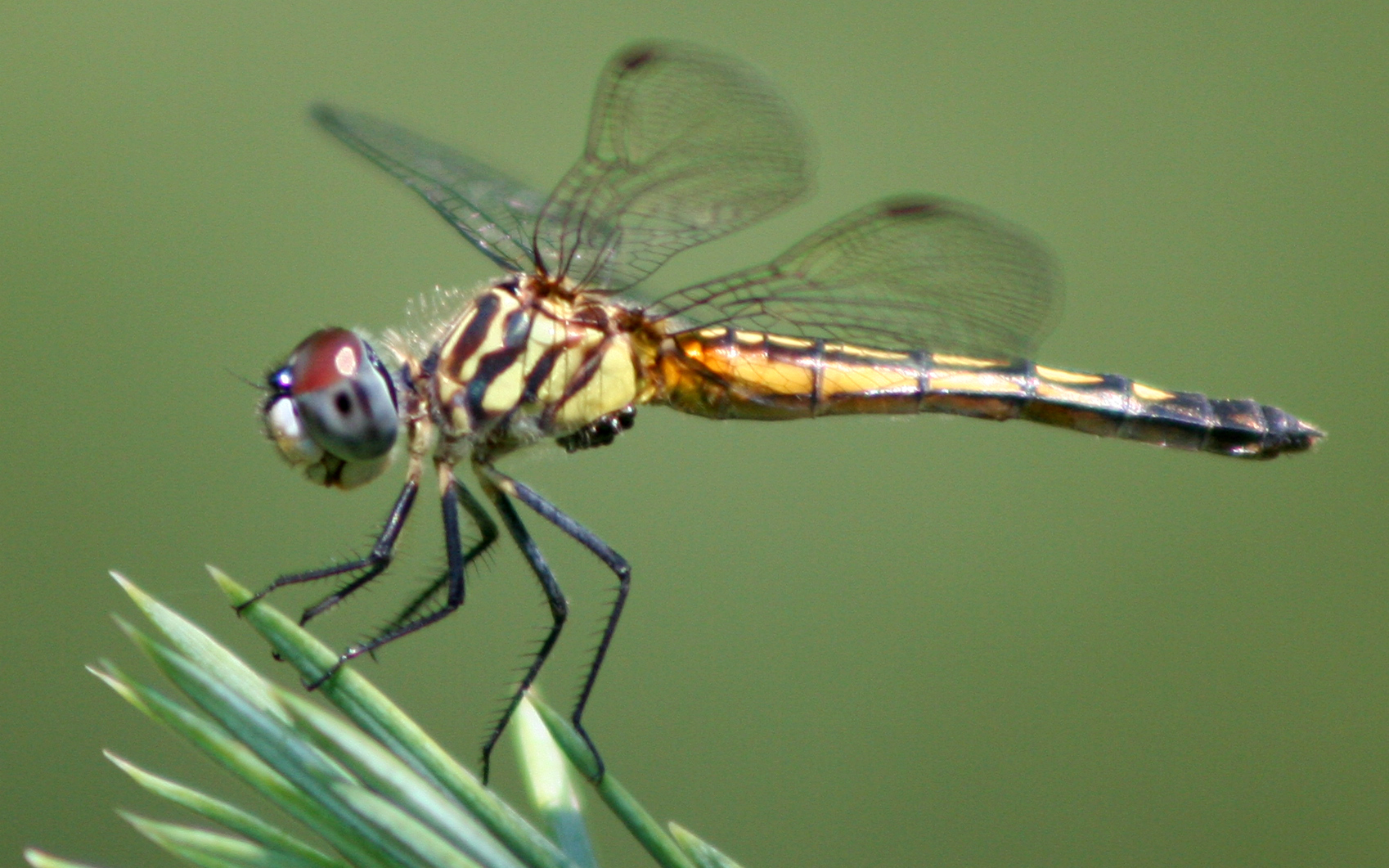